# Biotoecus
Рід налічує 2 види.
- Biotoecus dicentrarchus Kullander 1989  — розповсюдженні в басейні р. Оріноко в Колумбії й Венесуелі
- Biotoecus opercularis (Steindachner 1875)  — розповсюдженні в басейні р. Амазанка в Бразилії.